# Kornelija Kvesić
Kornelija Kvesić, née le 25 août 1963 à Kakanj, en République socialiste de Bosnie-Herzégovine, est une joueuse yougoslave puis croate de basket-ball. Elle évolue au poste de pivot.

## Palmarès
Avec l'équipe de Yougoslavie de basket-ball féminin :
- Vice-championne olympique 1988
- Vice-championne du monde 1990
- Vice-championne d'Europe 1987

- Médaillée de bronze à l'Universiade d'été de 1985